# District de Bata
Le district de Bata (en espagnol : distrito de Bata) est un district de Guinée équatoriale, constitué par la partie septentrionale de la Province du Littoral, dans la région continentale de la Guinée équatoriale. Il a pour chef-lieu la ville de Bata, qui est également la capitale de la région continentale et le chef-lieu de la province du Littoral. Le recensement de 1994 y a dénombré 71 406 habitants, ce qui en fait le district le plus peuplé de la région continentale équatoguinéenne.